# Quarsosienita

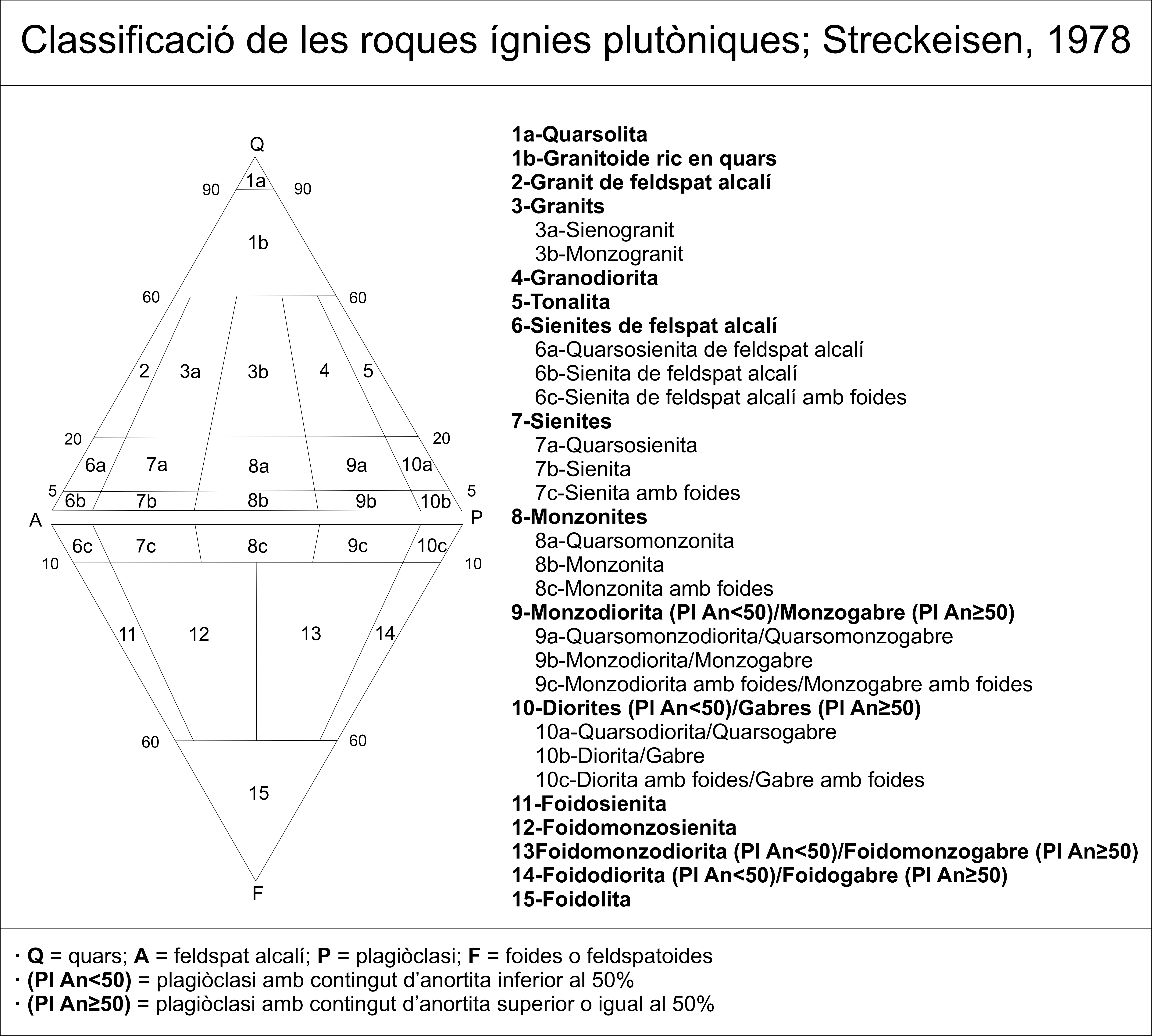
Classificació de les roques ígnies plutòniques segons Streckeisen 1978. La quarsosienita es troba al lloc 7a.

Les quarsosienites són roques ígnies plutòniques que presenten un contingut de quars entre el 5 i el 20%, mentre que l'índex feldespàtic es troba entre un 10 i un 35%. El feldespat que es troba present en aquestes roques és feldespat alcalí generalment tot i que també s'hi pot trobar plagioclasa.